# Televisió en color

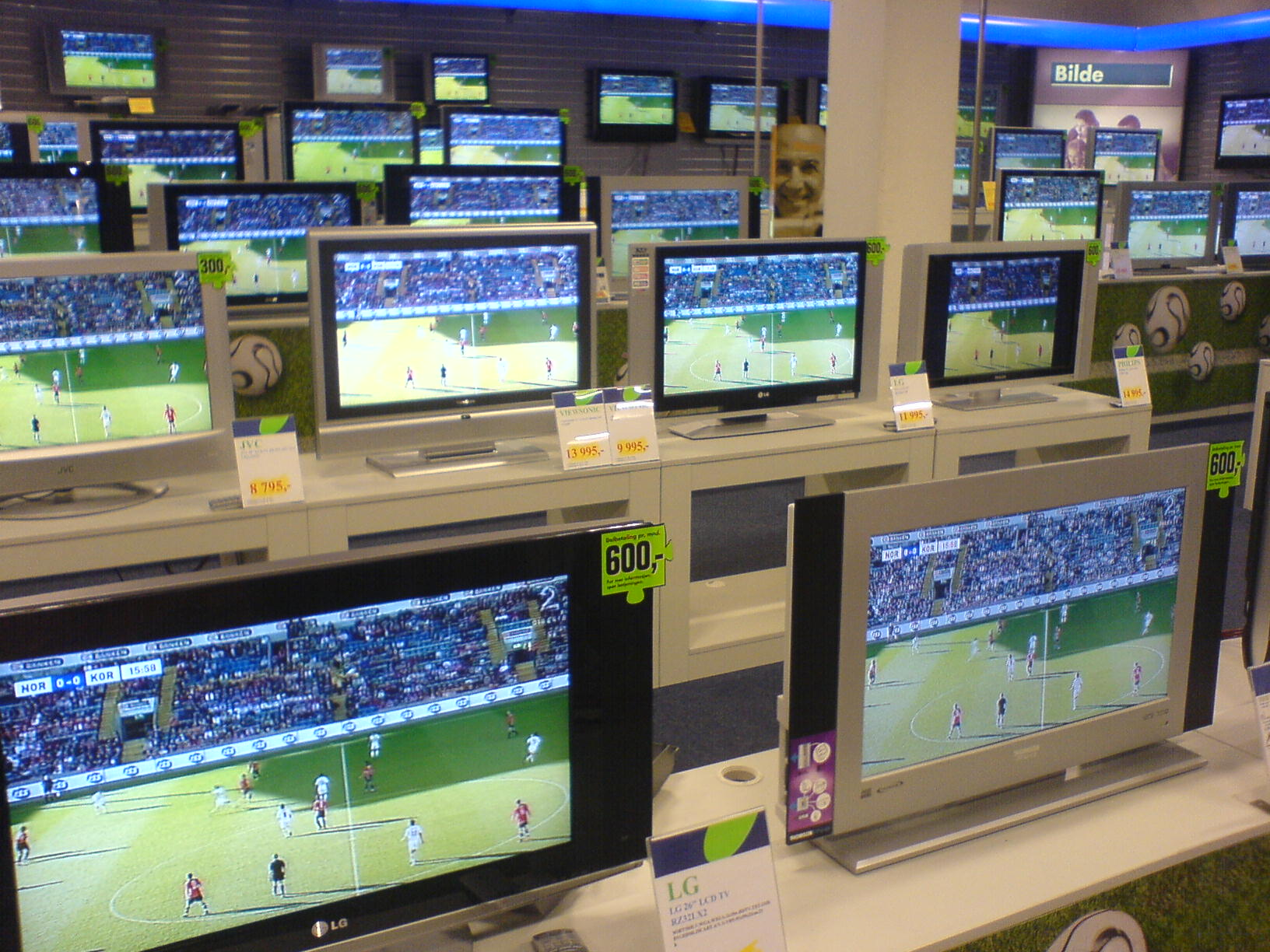
Televisors de color.

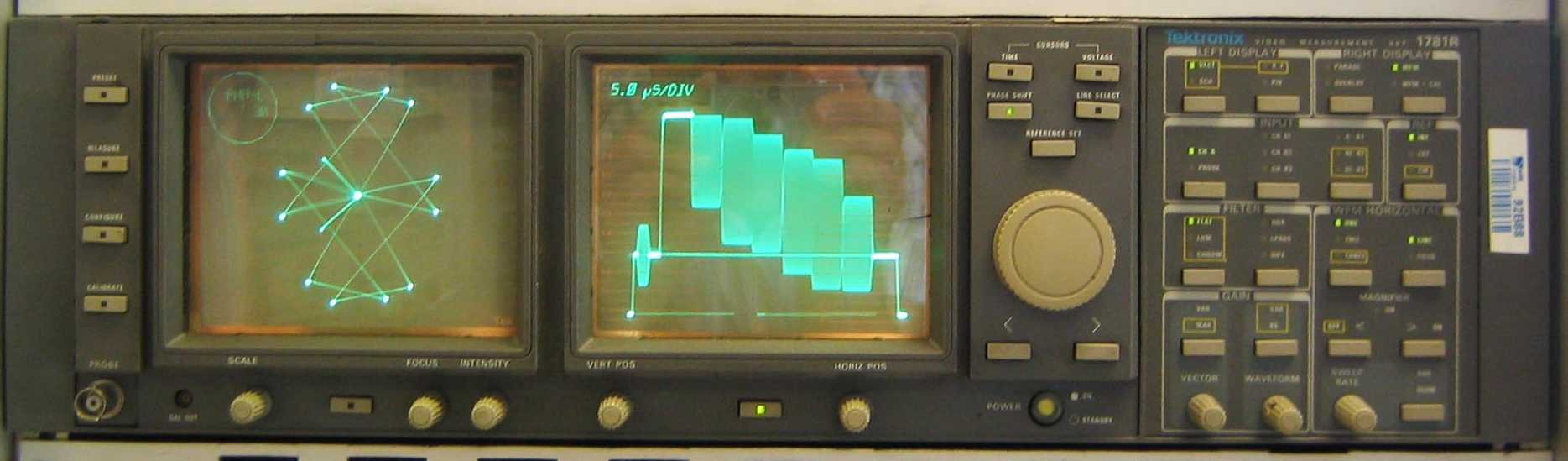
Barres de color EBU vistes en un MFO i un vectoscopi.

El terme Televisió en color es refereix a la tecnologia de la radiodifusió de senyals televisió en color i la seva reproducció en receptors de color.
En forma bàsica, l'emissió per ones hertzianes d'un senyal de color pot ser generat per l'emissió combinada de tres imatges de blanc i negre, cada una d'un color primari: vermell, verd i blau (RGB). Al mostrar-los en una seqüència ràpida, es combinen per produir una imatge amb tota la gamma de colors, en ser percebudes per l'ull de l'observador final. Una dificultats tècniques importants en la introducció del color va ser la necessitat de reduir l'alta amplada de banda necessari, tres vegades l'estàndard per a la televisió en blanc i negre, a alguna cosa més acceptable que no va fer ús de la major part de l'espectre de ràdio.
Després d'una llarga investigació, la NTSC, va introduir un sistema de codificació d'informació de color per separat de la brillantor, amb la resolució i la informació de color reduïda per estalviar amplada de banda.

## Desenvolupament

Barres de colors mira de test, emprades de vegades quan no hi ha programació.

Ja el 1928 es van desenvolupar experiments de la transmissió d'imatges en color. el 1940, el mexicà Guillermo González Camarena patenta, a Mèxic i EUA, un Sistema tricromàtica Seqüencial de Campos.
El 1948, Goldmark, basant-se en la idea de Baird i Camarena, va desenvolupar un sistema similar anomenat  sistema seqüencial de camps . L'èxit va ser tal que la Columbia Broadcasting System el va adquirir per a les seves transmissions de TV.
El següent pas va ser la transmissió simultània de les imatges de cada color amb l'anomenat  trinoscopi . El trinoscopi ocupava tres vegades més espectre radioelèctric que les emissions monocromàtiques i, a sobre, era incompatible amb elles a la vegada que molt costós.
L'elevat nombre de televisors en blanc i negre va exigir que el sistema de color que es desenvolupés fos compatible amb les emissions monocromes. Aquesta compatibilitat havia de realitzar en els dos sentits, d'emissions en color a recepcions en blanc i negre i d'emissions en monocrom a recepcions en color.
A la recerca de la compatibilitat neix el concepte de luminància i de crominància. La luminància porta la informació de l'brillantor, la llum, de la imatge, el que correspon al blanc i negre, mentre que la crominància porta la informació del color. Aquests conceptes van ser exposats per Valensi el 1937.
El 1950 la Ràdio Corporation of America, (RCA) desenvolupa un tub d'imatge que portava tres canons electrònics, els tres feixos eren capaços d'impactar en petits punts de fòsfor de colors, anomenats  luminòfors , mitjançant la utilització d'una màscara, la  Shadow Mask  o  Trimask . Això permetia prescindir dels tubs trinoscòpics tan voluminosos i molestos. Els electrons dels feixos en impactar amb els luminòfors emeten una llum del color primari corresponent que mitjançant la mescla additiva genera el color original.
Mentre en el receptor s'implementaven els tres canons corresponents als tres colors primaris en un sol element, en l'emissor (la càmera) es mantenien els tubs separats, un per cada color primari. Per a la separació es fa passar la llum que conforma la imatge per un prisma dicroic que filtra cada color primari a la seva corresponent captador.

### Sistemes actuals de TVC

NTSC
PAL, o canviant a PAL
SECAM
Sense informacióDistribució dels sistemes de TV al món.

El primer sistema de televisió en color ideat que respectava la doble compatibilitat amb la televisió monocroma es va desenvolupar el 1951 per un grup d'enginyers dirigits per Hirsh en els laboratoris de la  Hazeltime Corporation  als EUA Aquest sistema va ser adoptat per la  Federal Communication Commission dels EUA  (FCC) i era el NTSC que són les sigles de  National Television System Commission . El sistema va tenir èxit i es va estendre per tota Amèrica del Nord i Japó.
Els senyals bàsics que utilitza són la luminància (I), que ens dona la brillantor i és el que es mostra en els receptors monocroms, i les components de color, els dos senyals diferència de color, la RI i BI (el vermell menys la luminància i el blau menys la luminància). Aquesta doble selecció permet donar un tractament diferenciat al color i al brillantor. L'ull humà és molt més sensible a les variacions i definició de la lluentor que a les del color, això fa que les amplades de banda dels dos senyals siguin diferents, la qual cosa facilita la seva transmissió, ja que ambdós senyals s'han d'implementar en la mateixa banda l'ample és ajustat.
El sistema NTSC modula en amplitud a dues portadores de la mateixa freqüència desfasades 90° que després es sumen, modulació QAM o en quadratura. En cadascuna de les portadores es modula una de les diferències de color, l'amplitud del senyal resultant indica la saturació del color i la fase el tint o to d'aquest. Aquest senyal es diu de crominància. Els eixos de modulació estan situats de manera que es cuida la circumstància que l'ull és més sensible al  color carn , és a dir que l'eix I s'orienta cap al taronja i el Q cap als magentes. Com que la modulació amb portadora suprimida cal enviar una salva de la mateixa perquè els generadors del receptor puguin sincronitzar amb ella. Aquesta salva o  burst  sol anar al pòrtic anterior del pols de sincronisme de línia. El senyal de crominància se suma a la de luminància component del senyal total de la imatge.
Les modificacions en la fase del senyal de vídeo quan aquest és transmès produeixen errors de tint, és a dir de color (canvia el color de la imatge).
El NTSC va ser la base de la qual van partir altres investigadors, principalment europeus. A Alemanya es va desenvolupar, per un equip dirigit per Walter Bruch un sistema que esmenava els errors de fase, aquest sistema és el PAL,  Phase Altenating Line .
Per això la fase de la subportadora s'alterna per línia. La subportadora que modula la component RY, que en PAL es diu V, té una fase de 90° en una línia i de 270° en la següent. Això fa que els errors de fase que es produeixin en la transmissió (i que afecten igual i en el mateix sentit a les dues línies) es compensin a la representació de la imatge en veure's una línia al costat de l'altra, Si la integració de la imatge per a la correcció del color la realitza el mateix ull humà tenim l'anomenat PAL S (PAL Simple) i si es realitza mitjançant un circuit electrònic el PAL D (PAL Delay, retardat). El PAL va ser proposat com a sistema de color paneuropeu en la Conferència d'Oslo de 1966. Però no es va arribar a un acord i com a resultat els països de l'Europa Occidental, amb l'excepció de França, van adoptar el PAL mentre que els de l'Europa Oriental i França el SECAM.
A França es va desenvolupar per l'investigador Henri de France un sistema diferent, el SECAM, «SÉquentiel Couleur À Mémoire" que basa la seva actuació en la transmissió seqüencial de cada component de color modulades en FM de tal manera que en una línia es mana una component i en la següent l'altra component. Després el receptor les combina per deduir el color de la imatge.
Tots els sistemes tenien avantatges i inconvenients. Mentre que el NTSC i el PAL dificultaven l'edició del senyal de vídeo per la seva seqüència de color en quatre i vuit camps, respectivament, el sistema SECAM feia impossible el treball de barreja de senyals de vídeo.

### L'alta definició "HD"
El sistema de televisió de definició estàndard, conegut per la sigla "SD", té, en PAL, una definició de 720x576 píxels (720 punts horitzontals per línia i 576 punts verticals que corresponen a les línies actives del PAL) això fa que una imatge en PAL tingui un total de 414.720 píxels. En NSTC es mantenen els punts per línia però el nombre de línies actives és només de 525 el que dona un total de píxels de 388.800 sent els píxels lleument amples en PAL i lleument alts en NSTC.
S'han desenvolupat 28 sistemes diferents de televisió d'alta definició. Hi ha diferències quant a relació de quadres, nombre de línies i píxels i forma d'escombrat. Tots ells es poden agrupar en quatre grans grups dels quals dos ja han quedat obsolets (els referents a les normes de la SMPTE 295M, 240m i 260M) mantenint altres dos que difereixen, fonamentalment, al nombre de línies actives, un de 1080 línies actives (SMPT 274M) i l'altre de 720 línies actives (SMPT 269M).
En el primer dels grups, amb 1.080 línies actives, es donen diferències de freqüència de quadre i de mostres per línia (encara que el nombre de mostres per temps actiu de línia es manté en 1.920) també la forma d'escombrat canvia, hi ha escombrat progressiu o entrellaçat. De la mateixa manera passa en el segon grup, on les línies actives són 720 tenint 1.280 mostres per temps de línia actiu. En aquest cas la forma d'escombrat és sempre progressiva.
En el sistema de HD de 1.080 línies i 1.920 mostres per línia tenim 2.073.600 píxels en la imatge i en el sistema d'HD de 720 línies i 1.280 mostres per línies tenim 921.600 píxels a la pantalla. En relació amb els sistemes convencionals tenim que la resolució del sistema de 1.080 línies és 5 vegades més gran que el del PAL i cinc vegades i mitja que el del NTSC. Amb el sistema d'HD de 720 línies és un 50% més gran que en PAL i un 66% més gran que en NTSC.
L'alta resolució requereix també una redefinició de l'espai de color canviant el triangle de gamut.

#### La relació d'aspecte
En la dècada de els 90 del segle XX es van començar a desenvolupar els sistemes de televisió d'alta definició. Tots aquests sistemes, en principi analògics, augmentaven el nombre de línies de la imatge i canviaven la relació d'aspecte passant del format utilitzat fins llavors, relació d'aspecte 4/3, a un format més apaïsat de 16/9. Aquest nou format, més agradable a la vista es va establir com a estàndard fins i tot en emissions de definició estàndard.
La relació d'aspecte s'expressa per l'amplada de la pantalla amb relació a l'altura. El format estàndard fins a aquest moment tenia una relació d'aspecte de 4/3. L'adoptat és de 16/9. La compatibilitat entre ambdues relacions d'aspecte es pot realitzar de diferents formes.
Una imatge de 4/3 que es vagi a veure en una pantalla de 16/9 pot presentar-se de tres formes diferents:
- Amb barres negres verticals a cada costat ( pillarbox ). Mantenint la relació de 4/3 però perdent part de la zona activa de la pantalla.
- Engrandint la imatge fins que ocupi tota la pantalla horitzontalment. Es perd part de la imatge per la part superior i inferior d'aquesta.
- Deformant la imatge per adaptar-la format de la pantalla. S'usa tota la pantalla i es veu tota la imatge, però amb la geometria alterada (els cercles es veuen el·lipses amb el diàmetre major orientat de dreta a esquerra).

Una imatge de 16/9 que es vagi a veure en una pantalla de 4/3, de forma similar, té tres formes de veure's:
- Amb barres horitzontals amunt i avall de la imatge ( letterbox ). Es veu tota la imatge però es perd mida de pantalla (hi ha diversos formats de  letterbox  depenent de la part visible de la imatge que es vegi (com més gran es faci més es retalla), s'usen el 13/9 i el 14/9).
- Engrandint la imatge fins a ocupar tota la pantalla verticalment, perdent-se les parts laterals de la imatge.
- Deformant la imatge per adaptar-la a la relació d'aspecte de la pantalla. Es veu tota la imatge en tota la pantalla, però amb la geometria alterada (els cercles es veuen el·lipses amb el diàmetre major orientat de dalt a baix).[1]

#### PALplus
A Europa Occidental, i on el sistema de televisió de la majoria dels països és el PAL, es va desenvolupar, amb suport de la Unió Europea, un format a cavall entre l'alta definició i la definició estàndard.
El PALplus va ser una extensió del PAL per transmetre imatges de 16/9 sense haver de perdre resolució vertical. En un televisor normal es rep una imatge apaïsada amb franges negres amunt i avall de la mateixa ( letterbox ) de 430 línies actives. El PALplus manava informació addicional per omplir les franges negres arribant a 576 línies de resolució vertical. Mitjançant senyals auxiliars que anaven en les línies de l'interval de sincronisme vertical es comandava al receptor PALplus indicant si la captació havia estat realitzada en escombrat progressiu o entrellaçat. El sistema es va ampliar amb l'anomenat "Colorplus" que millorava la decodificació del color.